# 奈良岡希実子
奈良岡 希実子（ならおか きみこ、1985年6月21日 - ）は、セント・フォース所属の気象予報士。

## 略歴
青森県青森市出身。身長152cm。血液型B型。
青森県立青森高等学校を経て東京女子大学文理学部哲学科卒業。その後気象予報士の資格を取得し、日本気象協会に所属する。
2010年、東日本放送の気象キャスターを務め、午前の情報番組『突撃!ナマイキTV』と夕方の『スーパーJチャンネルみやぎ』のお天気情報を4年間担当した。
2014年4月3日から2015年3月19日まで、情報番組『情報まるごと』（NHK総合テレビ）にて、前任の加藤祐子から引き継ぎおよそ1年間気象情報を担当した。
2014年7月11日、青森市観光大使に就任した。
2015年9月28日から2016年3月30日まで、情報番組『チャージ730!』（テレビ東京）にて、月曜日から水曜日のお天気キャスターを担当。
2016年4月1日からセント・フォースに所属。同月7日より、午後のワイドショー『情報ライブ ミヤネ屋』（読売テレビ制作・日本テレビ系全国ネット）へ週1回出演している。
2022年4月21日放送の『情報ライブ ミヤネ屋』にて、西山耕平（読売テレビアナウンサー・同番組ディレクター）との結婚を発表。その後、宮根の休暇時に西山が司会を務める際は、夫婦での共演となることがある（2022年8月18日など）。
2023年3月9日放送の『情報ライブ ミヤネ屋』出演をもって第1子妊娠のため休業。2023年4月末に男児を出産し2023年7月6日放送回から復帰。

## 人物
学生時代は小中高と陸上部に所属。高校時代の種目は、400メートル競走、走幅跳、1600メートルリレー走（4×400メートルリレー走）。1600メートルリレー走では、常に第1走者を務めた。なお、やり投を試みた経験もある。
趣味は読書。好きな作家はさくらももこ、江國香織、伊坂幸太郎、有川浩。
好きな映画は『きみに読む物語』、『マンマ・ミーア!』、『耳をすませば』、『魔法にかけられて』。
好きなミュージシャンは倉木麻衣、YUKI、aiko。

## 出演番組

### 現在
- 情報ライブ ミヤネ屋（木曜日）
  - 休暇時は蓬莱大介（通常は月 - 水・金曜日担当）など、他の気象予報士が担当することがある。

### 過去
- 突撃!ナマイキTV - お天気情報（東日本放送、2010年3月29日 - 2014年3月28日）
- スーパーJチャンネルみやぎ - お天気情報（東日本放送、2010年4月 - 2014年3月）
- 情報まるごと - 気象情報（NHK総合、2014年4月3日 - 2015年3月19日）
- チャージ730! - お天気情報（テレビ東京、月 - 水担当、2015年9月28日 - 2016年3月30日）
- PON! - 気象予報士 ※不定期出演（日本テレビ、不明 - 2018年9月27日）
- Nスタ - 日曜日担当気象予報士（TBSテレビ、2018年10月7日 - 2022年9月25日）
- 情報ライブ ミヤネ屋 - 木曜日担当気象予報士（読売テレビ、2016年4月7日[4] - 2023年3月9日）
- 日テレNEWS24 - 月 - 水曜日午前及び昼担当気象予報士（具体的に担当する番組は以下の通り）
  - Wake-Up News
  - Market News（祝日は『Morning News』）（月曜 - 水曜）
    - このほか『Wake-Up News』出演曜日において、その前座番組『Oha!4 NEWS LIVE』（日本テレビ系列地上波にもネットされている。）で気象予報士の榊菜美不在時（2018年4月以降は中西希）の代理担当を行う。
- ウェークアップ（読売テレビ） - 蓬莱大介の代役で出演。
- news every. - 年末年始担当気象予報士（日本テレビ、2021年12月29日、31日）